# Meule sur les bords du Loing
Meule sur les bords du Loing est un tableau réalisé par le peintre franco-britannique Alfred Sisley en 1891 à Moret-sur-Loing, en Seine-et-Marne, en France.

## Contexte
Le tableau est réalisé par le peintre franco-britannique Alfred Sisley en 1891 à Moret-sur-Loing, en Seine-et-Marne, en France.
Alfred Sisley s'est inspiré des représentations de meules de paille par Camille Pissarro dans les années 1870.
Sans en faire une série comme Les Meules de Claude Monet exposées par Paul Durand-Ruel en 1891, et dont il a pu aussi s'inspirer, Alfred Sisley a représenté des meules sur deux toiles en 1891, Meule sur les bords du Loing au musée de la Chartreuse à Douai et Les Meules de paille à Moret - effet du matin au musée national du Victoria à Melbourne. Il reprend le thème en 1895 sur quatre toiles.

## Description
Cette huile sur toile est un paysage impressionniste qui représente un champ dominé par une meule de foin. Derrière celle-ci, à droite, on distingue le Loing, un cours d'eau qui se jette dans la Seine, tandis qu'à gauche, à l'horizon, on aperçoit le village voisin.

## Provenance
- Adolphe Tavernier (vente en mars 1900 à la galerie Georges Petit, 7 100 francs)[3].
- Charles Viguier (vente le 4 mai 1906 à la galerie Georges Petit, 4 500 francs)[4],[5].
- Achetée en 1931, l'œuvre est conservée au musée de la Chartreuse, à Douai, dans le Nord[6].

## Expositions
- Exposition internationale à la galerie Georges Petit, 1891[3].
- Salon national des beaux-arts, 1895[2].
- Exposition Alfred Sisley à la galerie Georges Petit, 1897[2].

## Galerie

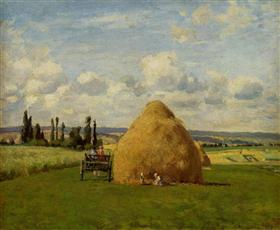
La meule, Pontoise, 1873 par Camille Pissarro.
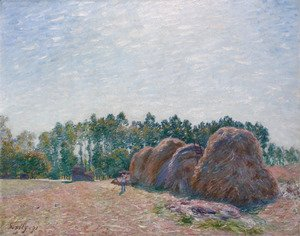
Les Meules de paille à Moret - effet du matin, 1891 par Alfred Sisley, musée national du Victoria, Melbourne.